# Đàn trời (phim truyền hình)
Đàn trời là một bộ phim truyền hình được thực hiện bởi Trung tâm Phim truyền hình Việt Nam, Đài Truyền hình Việt Nam do Bùi Huy Thuần. Phim được chuyển thể từ tiểu thuyết cùng tên của nhà văn Cao Duy Sơn. Phim phát sóng vào lúc 20h00 thứ 2, 3, 4 hàng tuần bắt đầu từ ngày 18 tháng 4 năm 2012 và kết thúc vào ngày 23 tháng 7 năm 2012 trên kênh VTV1.

## Nội dung
Thức (Sĩ Tiến), một phóng viên Đài Phát thanh – Truyền hình tỉnh Bình Lăng, đang thực hiện một phóng sự điều tra vạch trần sai phạm của doanh nghiệp Lương Nhân, đơn vị trực tiếp nhận thầu thi công một dự án từ nguồn vốn Chính phủ. Khi vừa phát sóng tập đầu trên đài, phóng sự đã đánh động cả đường dây tiêu cực. Nhân danh Chủ tịch tỉnh, ông Ẩn (Hoàng Dũng) – một lãnh đạo mưu ông, biến chất, nhận hối lộ – ra lệnh Đài ngưng phát sóng và nộp tất cả tư liệu tìm được cho doanh nghiệp, mọi rắc rối cũng kéo đến từ đây.

## Diễn viên
- NSND Hoàng Dũng trong vai Đinh Xuân Ẩn
- NSƯT Trung Anh trong vai Vương
- NSƯT Anh Tú trong vai Tuệ
- Kiều Thanh trong vai Nhẫn
- Tùng Dương trong vai Nhân
- NSƯT Lệ Thu trong vai Diệu
- Sĩ Tiến trong vai Thức
- NSƯT Tiến Mộc trong vai Ông Mạc
- NSƯT Diệu Thuần trong vai Bà Sắn Pì
- Dũng Nhi trong vai Ông Bằng
- Thanh Tùng trong vai Bảo
- Hồng Chương trong vai Xẩm Ky
- Phú Thăng trong vai Đàm Doòng
- Thi Nhung trong vai Lê
- Văn Báu trong vai Ông Sình
- Đức Quang trong vai So
- Khuất Quỳnh Hoa trong vai Thục Vy
- Trí Hiếu trong vai Sơn
- Hải Yến trong vai Mỹ
- Quốc Quân trong vai Hoóng
- Vũ Hải trong vai Sính Pò
- Anh Dũng trong vai Bàn Tín
- NSƯT Thanh Hiền trong vai Bà Mý

Cùng một số diễn viên khác....

## Ca khúc trong phim
Bài hát trong phim là ca khúc "Đàn trời" do Phùng Tiến Minh sáng tác và Nguyễn Tiến Dũng thể hiện.

## Sản xuất
Đàn trời được chuyển thể từ cuốn tiểu thuyết cùng tên của nhà văn Cao Duy Sơn, viết về những trải nghiệm sau hàng chục năm công tác tại Đài Phát thanh – Truyền hình Cao Bằng. Cao Duy Sơn mất bốn năm để hoàn thành tiểu thuyết và Phạm Ngọc Tiến mất thêm bảy năm để hoàn tất kịch bản phim dài 36 tập. Được sản xuất vào dịp kỷ niệm 87 năm Ngày Báo chí cách mạng Việt Nam, Đàn trời lấy bối cảnh ở một đài truyền hình địa phương thay vì tòa soạn báo như trong tiểu thuyết.
Phim lần lượt quay tại các tỉnh Hòa Bình, Tuyên Quang, Lào Cai, Yên Bái và Sơn Tây... để phù hợp với câu chuyện phim xảy ra trên miền núi. Theo đạo diễn Bùi Huy Thuần, vì nội dung đề cập đến tiêu cực có thật ở tỉnh Cao Bằng nên đây là bộ phim "từ đầu đến cuối không được giúp đỡ gì về bối cảnh tại địa phương". Đoàn làm phim phải tự dàn dựng, phục chế nhiều bối cảnh, thậm chí quay phim với điều kiện thiếu thốn trong rừng. Diễn viên phải nói thoại thầm những đoạn thoại "gay cấn", "đụng chạm", "đấu đá"; còn đội ngũ sản xuất cũng phải tra cứu toàn bộ biển số xe của Tổng cục Đường bộ để đảm bảo không sử dụng trùng bất kỳ biển số nào ngoài đời. Cái kết thậm chí cũng được sửa đổi khác đi so với kịch bản gốc để tránh vướng phải tranh cãi từ cơ quan kiểm duyệt. Việc này giúp bộ phim được sản xuất và phát sóng suôn sẻ hơn, không đụng chạm đến các ban ngành.

## Phát sóng
Từ ngày 9 tháng 4 năm 2012, VFC đã tổ chức họp báo giới thiệu bộ phim. Đến ngày 18 tháng 4 cùng năm, phim được phát sóng trong khung giờ vàng các ngày thứ 2, 3, 4 hàng tuần trên kênh VTV1, Đài Truyền hình Việt Nam.

## Giải thưởng
| Năm  | Giải thưởng                                     | Hạng mục         | (Người) đề cử | Kết quả   | Tham khảo     |
| ---- | ----------------------------------------------- | ---------------- | ------------- | --------- | ------------- |
| 2012 | Liên hoan Phim truyền hình toàn quốc lần thứ 32 | Phim truyền hình | —             | Giải vàng | [ 10 ] [ 11 ] |